# دارو هووبر
دارو هووبر (بالإنجليزية: Darrow Hooper)‏ هو منافس ألعاب قوى أمريكي، ولد في 30 يناير 1932 في فورت وورث في الولايات المتحدة، وتوفي في 19 أغسطس 2018.

## وصلات خارجية
- دارو هووبر على موقع الاتحاد الدولي لألعاب القوى (الإنجليزية)
- دارو هووبر على موقع اللجنة الأولمبية الدولية (الإنجليزية)
- دارو هووبر على موقع أوليمبيديا (الإنجليزية)